# 세인트매튜섬

세인트매튜섬과 홀섬의 지도

세인트매튜섬(St. Matthew Island)은 알래스카 베링해 상에 위치한 외딴 섬으로, 누니바크섬에서 서북서쪽으로 약 295km 떨어져 있다. 면적은 약 357.07km2이다. 섬 전체가 알래스카 해양 생물 보전구역의 일부로 지정되어 자연환경이 보호받고 있다. 북서쪽에는 약 16km2의 작은 섬인 홀섬(Hall Island)이 딸려 있다.
19세기 러시아의 탐험대가 일시적인 기지를 세웠던 이래 현재까지 무인도이나, 1940년대 미국 해안 경비대가 머무르다가 몇년 만에 떠나기도 했다. 이때 경비대가 비상식량으로 데리고 왔다가 섬에 남겨둔 순록들은 사람이 떠난 이후 개체 수가 급증하여 1963년에는 6천 마리에 이르기도 했으나, 이후 개체 수 과잉으로 2년 만에 빠르게 감소하였고, 1980년대에는 전멸하였다.